# VfB Reichenbach
Der VfB Reichenbach ist ein Sportverein aus Reichenbach an der Fils. Der Verein wurde 1920 gegründet.
Die Fußballer qualifizierten sich 1960 für die neugeschaffene Amateurliga Nordwürttemberg, die damals dritthöchste Spielklasse im deutschen Fußball, stiegen aber am Saisonende als Tabellenletzter wieder ab. Heimspielstätte ist das Hermann-Traub-Stadion.
Der Verein besitzt heute eine Fußball- und eine Freizeitsportabteilung, die Schachabteilung wurde aufgelöst.